# زاساویتسا ایای
زاساویتسا ایای (به صربی: Zasavica II) یک منطقهٔ مسکونی در صربستان است که در Sremska Mitrovica Municipality واقع شده‌است. زاساویتسا ایای ۶۰۸ نفر جمعیت دارد.